# Villers-Bretonneux
Villers-Bretonneux – miejscowość i gmina we Francji, w regionie Hauts-de-France, w departamencie Somma.
Według danych na rok 1990 gminę zamieszkiwało 3686 osób, a gęstość zaludnienia wynosiła 254 osoby/km² (wśród 2293 gmin Pikardii Villers-Bretonneux plasuje się na 53. miejscu pod względem liczby ludności, natomiast pod względem powierzchni na miejscu 213.).